# Vereinigung der Bischofskonferenzen Ostafrikas
Die Association of Member Episcopal Conferences in Eastern Africa (AMECEA) ist die Vereinigung der Bischofskonferenzen Ostafrikas und deren Koordinierungsorgan der katholischen Bistümer. Die AMECEA ist eines von zehn Mitgliedern des Symposium of Episcopal Conferences of Africa and Madagascar (SECAM).
Derzeitiger Vorsitzender ist Charles Joseph Sampa Kasonde, Bischof von Solwezi; sein Stellvertreter ist John Kardinal Njue, emeritierter Erzbischof von Nairobi und Vorsitzender der Kenianischen Bischofskonferenz.

## Geschichte
Die AMECEA wurde 1961 gegründet. Gründungspräsident war der Erzbischof von Lusaka Adam Kardinal Kozłowiecki SJ. Gründungsmitglieder waren die Bischofskonferenzen von Kenia, Malawi, Sambia, Tansania und Uganda. Weitere Bischofskonferenzen traten der AMECEA später bei, nämlich die von Äthiopien (1979), Sudan (1979) und Eritrea (1993). Einen Beobachterstatus haben die Bischofskonferenzen von Somalia (1995) und Dschibuti (2002).
1967 gründete die AMECEA das AMECEA Pastoral Institute (API), eine theologische Hochschule zur Fortbildung kirchlicher Mitarbeiter. Ihr Sitz war anfangs in Ggaba bei Kampala (Uganda), 1976 zog sie nach Eldoret (Kenia). 2009 wurde das API zu einem der Standorte der Katholischen Universität von Ostafrika (CUEA).

## Mitglieder
| Interritual Episcopal Conference of Ethiopia                           | Äthiopien       |
| Council of the Eritrean Church (Eritreisch-Katholische Kirche)         | Eritrea         |
| Kenya Episcopal Conference (KEC)                                       | Kenia           |
| Episcopal Conference of Malawi (ECM)                                   | Malawi          |
| Zambia Conference of Catholic Bishops (ZCCB)                           | Sambia          |
| Catholic Conference of Bishops of Sudan and South Sudan (C.C.B.S.S.S.) | Sudan, Südsudan |
| Tanzania Episcopal Conference (TEC)                                    | Tansania        |
| Uganda Episcopal Conference (UEC)                                      | Uganda          |

### Assoziierte Mitglieder
| Bistum Dschibuti  | Dschibuti |
| Bistum Mogadischu | Somalia   |

## Mitglieder der Bischofskonferenz

### Gewählte Mitglieder
- Bischof Charles Joseph Sampa Kasonde, Sambia, Vorsitz
- Bischof Kidane Yebio Eritrea
- Bischof Tesfaselassie Medhin, Äthiopien
- Bischof Philip Sulumeti, Kenia
- Bischof Isaac Amani, Tansania
- Bischof Daniel Adwok, Sudan
- Bischof Joseph M. Zuza, Malawi
- Bischof Emmanuel Obbo, Uganda
- Pater Pius Rutechura, Generalsekretär

### Geborene Mitglieder
- Polycarp Kardinal Pengo, Tansania
- Emmanuel Kardinal Wamala, Uganda
- Gabriel Kardinal Zubeir Wako, Sudan
- John Kardinal Njue, Kenia

## Vorsitzende
- Laurean Kardinal Rugambwa, Erzbischof von Dar-es-Salaam (1970–1974)
- James Odongo, Bischof von Tororo (1974–1979)
- Medardo Joseph Mazombwe, Bischof von Chipata (1979–1986)
- Dennis Harold De Jong, Bischof von Ndola (1986–1989)
- Nicodemus Kirima, Erzbischof von Nyeri (1989–1997)
- Josaphat Louis Lebulu, Erzbischof von Arusha (1997–2008)
- Tarcisius Gervazio Ziyaye, Erzbischof von Lilongwe (2008–2014)
- Berhaneyesus Demerew Kardinal Souraphiel CM, äthiopisch-katholischer Erzbischof von Addis Abeba (2014–2018)
- Charles Joseph Sampa Kasonde, Bischof von Solwezi (seit 2018)